# Episodi de Il prescelto (seconda stagione)
La seconda stagione della serie televisiva Il Prescelto, composta da 6 episodi, è stata interamente pubblicata a livello internazionale su Netflix il 6 dicembre 2019.
| nº | Titolo originale                  | Titolo italiano                   | Pubblicazione Brasile | Pubblicazione Italia |
| -- | --------------------------------- | --------------------------------- | --------------------- | -------------------- |
| 1  | The Serpent's Cocoon              | Il bozzolo del serpente           | 6 dicembre 2019       | 6 dicembre 2019      |
| 2  | Father, why have you forsaken me? | Padre, perché mi hai abbandonato? | 6 dicembre 2019       | 6 dicembre 2019      |
| 3  | My Life for Your Death            | La mia vita per la tua morte      | 6 dicembre 2019       | 6 dicembre 2019      |
| 4  | Healing or Curse?                 | Guarigione o maledizione?         | 6 dicembre 2019       | 6 dicembre 2019      |
| 5  | Written Revelations               | Rivelazioni scritte               | 6 dicembre 2019       | 6 dicembre 2019      |
| 6  | Blind Faith                       | Fede assoluta                     | 6 dicembre 2019       | 6 dicembre 2019      |